# Инвернесс Каледониан Тисл
«Инверне́сс Каледо́ниан Ти́сл» или просто «Инвернесс» — шотландский профессиональный футбольный клуб из одноимённого города, выступающий в Первой лиге. Основан в 1994 году, путём слияния клубов «Каледониан» и «Инвернесс Тисл». Домашние матчи проводит на стадионе «Каледония», вмещающем 7512 зрителей. Впервые в Премьер-лигу «Инвернесс» вышел в сезоне 2004/05, всего в высшем шотландском дивизионе он провёл семь сезонов, лучший результат − седьмое место в сезонах 2005/06 и 2010/11. В сезоне 2013/14 клуб дошёл до финала Кубка шотландской лиги, где только по пенальти уступил «Абердину».
В сезоне 2014/2015 клубу удалось завоевать Кубок Шотландии впервые в своей истории. Были повержены следующие команды: «Сент-Миррен» (4:0), «Партик Тисл» (2:1), «Рэйт Роверс» (1:0), сильнейший клуб Шотландии «Селтик» (3:2, доп. время).
В финале Кубка Шотландии была одержана победа над клубом «Фалкирк» (2:1).

## Достижения
- Обладатель Кубка Шотландии: 2014/15
- Первый дивизион Шотландии:
  - Победитель (2): 2003/04, 2009/10.

## Форма

### Домашняя
| 2017/18 | 2018/19 | 2019/20 | 2020/21 | 2021/22 | 2022/23 | 2023/24 |

### Гостевая
| 2017/18 | 2018/19 | 2020/21 | 2021/22 | 2022/23 | 2023/24 |

### Резервная
| 2019/20 |

Источники:,